# Sébastianisme

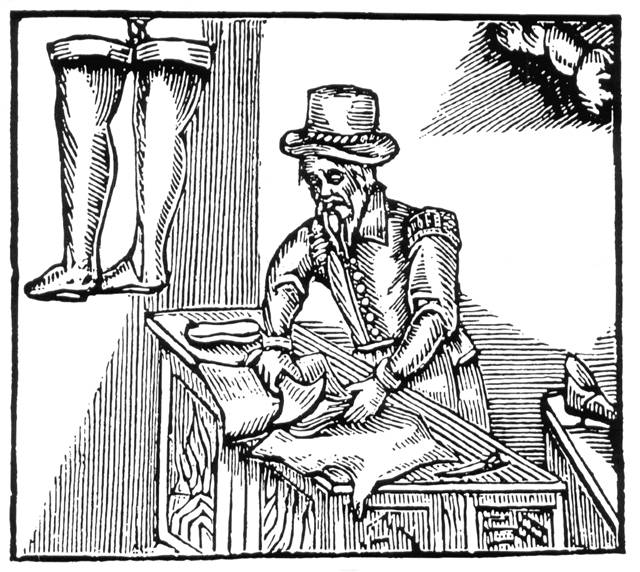
Gravure du prophète Bandarra (1500-1556), dont les Trovas messianiques rédigées dans la première moitié du XVIe siècle ont été associées par la suite au sébastianisme.

Le sébastianisme (Sebastianismo) est un mythe messianique portugais, basé sur la croyance qui consiste à espérer le retour sur le trône du Portugal du jeune roi Sébastien Ier, disparu lors de la bataille des Trois Rois, dont la légende rapporte qu'il ne serait pas mort. Progressivement, l'espoir d'un retour du roi se transforme en mythe de l'homme providentiel, réincarnation du souverain disparu en plein Âge d'or du Portugal, qui doit venir pour permettre à la nation d'accomplir son destin exceptionnel. Le sébastianisme est l'un des éléments de la psychologie collective et de la culture politique du Portugal. Il ressurgit lors de la guerre de Restauration de 1640-1668, pendant la guerre péninsulaire du Portugal, et pendant les troubles politiques qui ponctuent l'histoire de la Première République portugaise. Il favorise à la fois les sursauts patriotiques et les politiques autoritaires visant à rétablir l'ordre.

## Origines et évolution

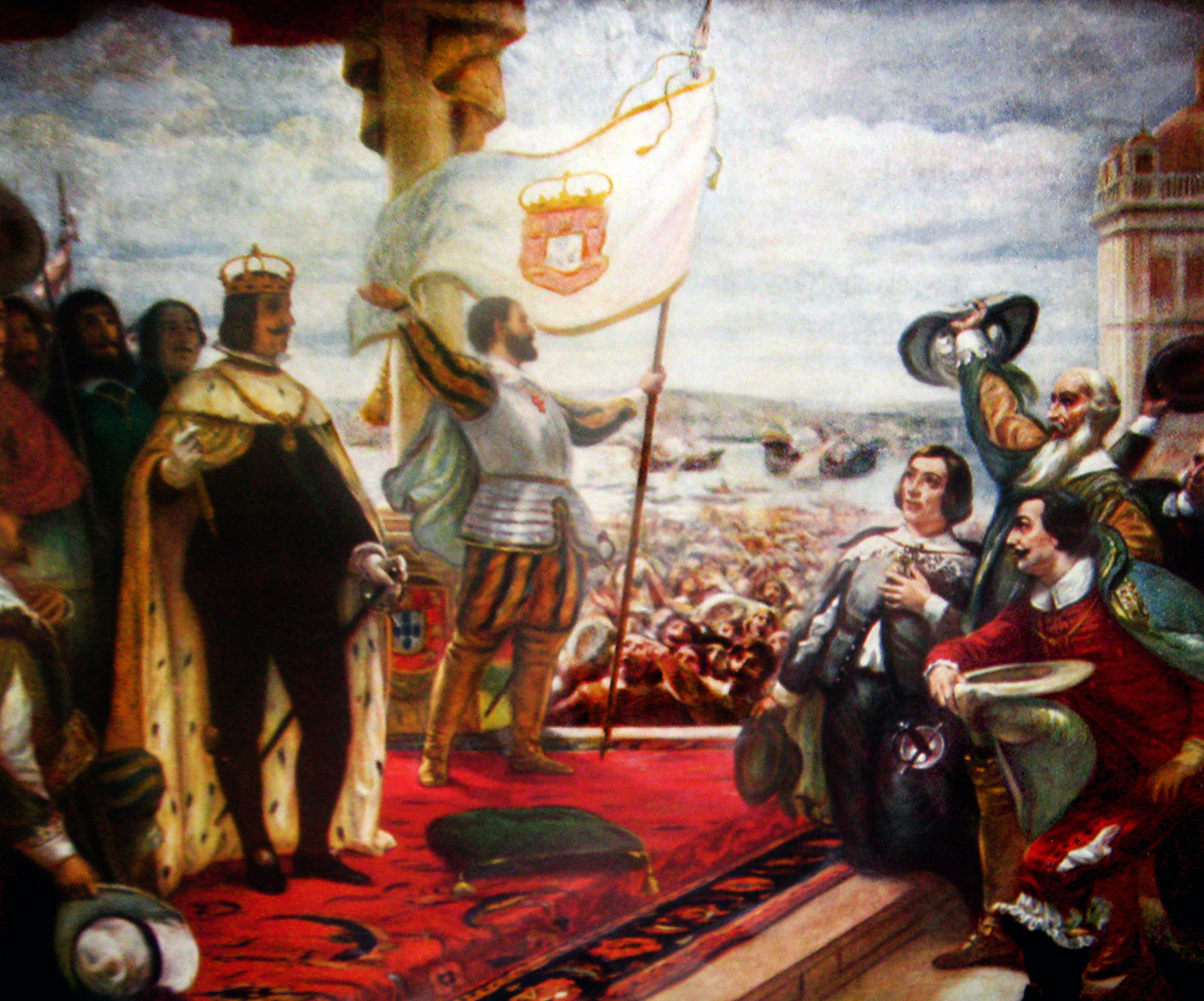
Guerre de Restauration de 1640-1668 pendant laquelle le mythe sébastianiste est mis au service de la Maison de Bragance lors de la menée par le roi Jean IV de Portugal contre la Monarchie Catholique espagnole. Le nouveau souverain restaure une dynastie nationale sur le trône et ramène la cour à Lisbonne.

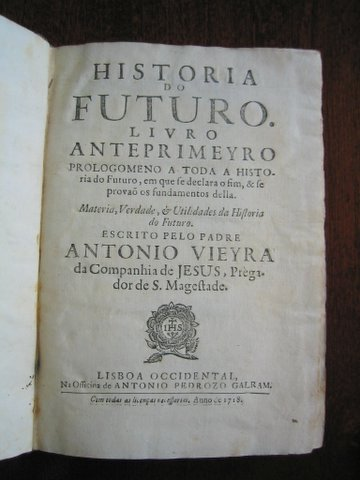
Frontispice de l’História do Futuro d'António Vieira, l'un des livres qui renouvellent le mythe du sébastianisme, édition de 1718.

Le sébastianisme commence en 1578 à la disparition du roi Sébastien Ier durant la bataille des Trois Rois au Maroc. En l'absence d'héritier direct, le trône de Portugal est l'objet de disputes entre plusieurs candidats. Parmi eux, Philippe de Habsbourg finit par évincer le prétendant Antoine de Crato et par s'imposer par la force, associant le Portugal in persona regis aux possessions espagnoles. La période philippine est vécue par la population comme une période de déclin et d'abandon de la part de la cour, qui est installée à Madrid. Le corps de Sébastien Ier n'ayant jamais été retrouvé, un mythe du retour se développe progressivement dans toutes les classes sociales, d'après lequel que le roi disparu reviendra « dans un matin de brume », pour restaurer la grandeur du pays et sauver la nation. Associé d'abord à un mouvement nationaliste et indépendantiste, il fait écho à la légende ibérique du « roi caché » (rei encoberto), qui attend le bon moment pour remonter sur le trône et chasser les étrangers. Ce mythe, très en vogue dans la péninsule dominée par les Habsbourg et la Castille, s'était déjà manifesté notamment pendant les Germanías, entre 1519 et 1523, à Valence, au début du règne de Charles Quint. Il favorise la proclamation de plusieurs imposteurs qui tentent de se faire passer pour le roi disparu.
Au fil des décennies, porté par les témoignages les plus divers, et par les écrits prophétiques de Gonçalo Anes Bandarra, le sébastianisme prend des caractéristiques messianiques propres à la métropole portugaise et à la culture du Nord du Brésil (cultura nordestina),. Il est associé à des miracles. D'un point de vue politique, il est considéré comme l'expression double d'un mal-être de la population et d'un espoir. Le mythe sébastianiste de la restauration de la grandeur du Portugal à travers la venue d'un homme providentiel est utilisé à plusieurs reprises. Il est l'un des conditionnants du rapport du peuple portugais à la politique. Lors de la guerre de Restauration de 1640-1668 menée par le roi Jean IV de Portugal contre la Monarchie Catholique espagnole, il est mis au service de la Maison de Bragance. Le jésuite Antonio Vieira est l'un des principaux artisans de cette construction prophétique nouvelle, à laquelle il consacre l'essentiel de son œuvre dans ses dernières années, même après la fin de la guerre contre l'Espagne, écrivant, entre autres, Clavis Prophetarum et l'História do Futuro. Assimilé par la suite à une forme de patriotisme, le sébastianisme est mis à contribution de façon plus ou moins directe pendant les grandes guerres menées par le Portugal  et dans plusieurs mouvement de régénération nationale. Il perdure dans l'inconscient collectif jusqu'à la période contemporaine.

## Le sébastianisme au Brésil
Le sébastianisme est introduit au Brésil au XVIe par les jésuites, notamment par José de Anchieta, mais c'est au XIXe que la croyance au sébastianisme provoque d'importantes agitations messianiques, en particulier dans la région du Nordeste. Celles-ci se manifestèrent par la création de sectes s'appuyant sur les milieux ruraux de condition modeste. On peut citer comme exemple le cas d'Antônio Conselheiro. Certains de ces mouvements dérivent vers des actions meurtrières, tel le royaume enchanté de Pedra Bonita où les adeptes se massacrent entre eux. La plupart de ces mouvements sont sévèrement réprimés par les autorités brésiliennes,.

## AuXXesiècle

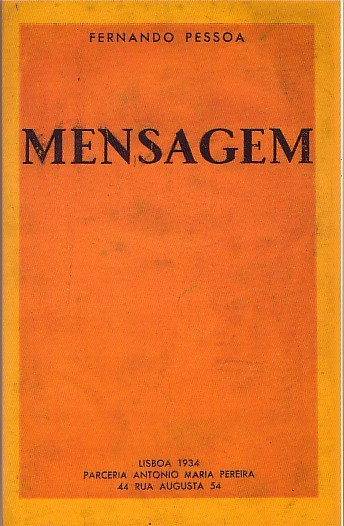
Mensagem, de Fernando Pessoa, publié en 1934, reprend abondamment la mythologie sébastianiste.

L'écrivain Fernando Pessoa utilise abondamment la mythologie sébastianiste dans son recueil Message, dédiant notamment le poème D. Sebastião, Rei de Portugal au roi disparu. Pour Malheiro Dias le sébastianisme est « l'expression de la foi portugaise en sa destinée ».

## Autour du sébastianisme
- Gonçalo Anes Bandarra, Trovas
- António Vieira, História do Futuro
- Fernando Pessoa, Message
- Quint-Empire
- Le Cinquième empire, roman de Dominique de Roux, Belfond, 1977
- Le Cinquième Empire, film de Manoel de Oliveira